# 怪我只敢做好人
怪我只敢做好人是香港歌手林家謙的單曲，於2023年7月10日由數位發行，MV同日推出。

## 製作
這首單曲怪我只敢做好人由林家謙創作，交由林夕填詞。歌曲的主旋律為C大調，節奏124BPM，以較沈重強烈的鋼琴引導歌曲。林夕為此曲作的詞沒有定義好與壞，也沒有回應解釋歌詞，僅在社群網站平台寫著「我思考，我存在」。詞意描述「好人」內心的各種掙扎，林夕像是數著與人互動之間遇到的困難，寫出了害怕表達情感、擔心對方感受、壓抑自己、不想不能偏袒、內疚和自責的情感在心裡翻騰。想追求不受他人影響的真實自我，卻猶豫著不敢扮演果斷角色；背叛自己說出違心論，逐漸不能正視他人和自己。感受到純真的吸引力的同時，又擔心被利用。最後「怪自己」選擇但堅持做一個「好人」。
這首單曲是林家謙聲稱首次主演自己歌曲的MV，影片沒有明顯安排的劇情，更多似是告解室的場景，林家謙在訪談上提到，拍完後有新的觸動，將這首歌重新錄製了一遍。
林家謙自己演繹的歌曲裡有3首歌名與「人」有關，前一首發行的是緩緩唱著自我意識保護的萬一你是個好人、到這首拷問靈魂的怪我只敢做好人，然後是2017年先給鄧小巧，多次在演唱會上重唱、放棄追逐又不斷詢問自我「可不可以」的可惜你是個人（你的世界同曲異詞）。

## 資料來源
1. ↑  . 903專業推介. 2023-09-09  [2025-02-24] （中文（香港））.
2. ↑  林家謙 Terence Lam. . Instagram. 2023-07-09  [2024-03-03] （中文（香港））.
3. ↑  . SONG BPM.   [2025-02-24] （英语）.
4. ↑  林家謙 Terence Lam [@terencelam0903]. . 2023-07-07  [2025-03-17] –Instagram （中文（香港））.
5. ↑  . The News Lens 關鍵評論網. 2023-08-23  [2024-03-31]. （原始内容存档于2024-03-31） （中文）.
6. ↑  . 虛詞. 2023-09-20  [2025-02-24]. （原始内容存档于2025-02-08） （中文（香港））.
7. ↑  . 娛壹As One. 2023-07-12  [2025-02-24] （中文（香港））.
8. ↑  林家謙 Terence Lam [@terencelam0903]. . 2023-07-10  [2025-03-17] –Instagram （中文（香港））.
9. ↑  . Esquire. 2023-07-12  [2025-02-24]. （原始内容存档于2024-03-08） （中文（香港））.
10. ↑  . 聲藝Sound of Life. 2024-08-15  [2025-02-22]. （原始内容存档于2025-02-20） （中文）.

## 外部參考
- . KKBOX.   [2025-02-24].